# Teucholabis (Teucholabis) nigrocorporis
Teucholabis (Teucholabis) nigrocorporis is een tweevleugelige uit de familie steltmuggen (Limoniidae). De soort komt voor in het Neotropisch gebied.